# Samuel Baker
Samuel White Baker (Londra, 8 giugno 1821 – Sandford Orleigh, 30 dicembre 1893) è stato un esploratore britannico.
Fu educato in parte in Inghilterra e in parte in Germania. Il padre, un mercante della con interessi nelle Indie Occidentali, lo destinò a una carriera da commerciante, ma una breve esperienza di lavoro provò la sua inadeguatezza a questo genere di vita.

## Prime esperienze

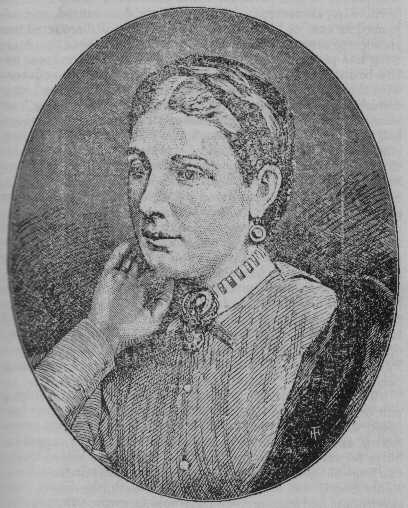
Lady Florence Baker

Il 3 agosto 1843 sposò Henrietta Biddulph Martin, figlia del rettore di Maisemore, nella contea di Gloucestershire, e nel 1846, dopo due anni di residenza alle Mauritius, il desiderio di viaggiare lo portò a Ceylon, ora conosciuta col nome di Sri Lanka, dove negli anni seguenti fondò un insediamento agricolo chiamato Nuwara Eliya. Henrietta morì poi nel 1855. Durante la sua residenza a Ceylon prese parte a molte spedizioni avventurose di caccia, dalle quali trasse il libro The Rifle and the Hound in Ceylon pubblicato nel 1853, e due anni dopo Eight Years Wanderings in Ceylon (1855).
Nel 1856, dopo un viaggio a Costantinopoli e in Crimea, assunse l'incarico di supervisionare la costruzione di una linea ferroviaria in Romania che avrebbe connesso il Danubio con il Mar Nero. Dopo il completamento della ferrovia, per alcuni mesi intraprese dei viaggi nel sud-est dell'Europa e in Asia Minore. Fu durante questo periodo che rapì una ragazza ungherese, Barbara Maria Szász, a un'asta di schiave bianche a Vidin, oggi città bulgara. Le diede il nome di Florence e molti anni dopo, subito prima del suo ritorno in Inghilterra, divenne la sua seconda moglie.

## La prima spedizione in Africa
Nel marzo del 1861 iniziò il suo primo viaggio esplorativo nell'Africa centrale. Questo viaggio fu intrapreso, citando le sue stesse parole, "per scoprire la sorgente del Nilo, con la speranza di imbattersi nella spedizione guidata dai Capitani Speke e Grant da qualche parte vicino al Lago Vittoria". Dopo un anno speso al confine tra Sudan e Abissinia, durante il quale imparò l'Arabo, esplorò il fiume Atbara e altri affluenti del Nilo, e provò che i sedimenti del Nilo provengono dall'Abissinia, arrivò fino a Khartoum, lasciando la città nel dicembre del 1862 per risalire il corso del Nilo bianco.

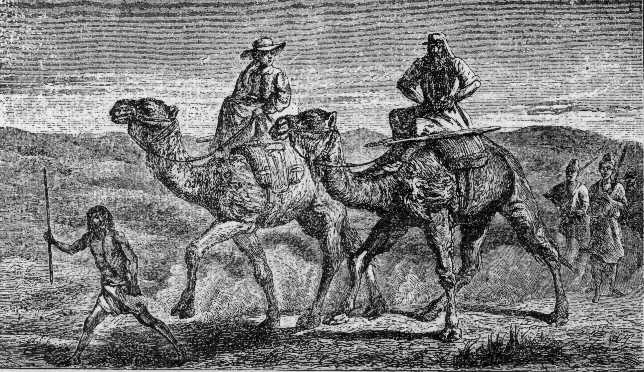
Samuel e Florence Baker in Africa, illustrazione del 1890

Due mesi dopo a Gondokoro incontrò Speke e Grant, che, dopo aver scoperto la sorgente del Nilo, stavano seguendo il corso del fiume verso l'Egitto. Il successo della loro spedizione fece pensare a Baker che nulla era rimasto da fare per la sua spedizione, ma i due esploratori gli diedero sufficienti informazioni per permettergli, dopo essersi diviso da loro, di scoprire quello che egli stesso chiamò poi il Lago Alberto. Baker vide per la prima volta il lago il 14 marzo 1864 e esplorando le sue vicinanze, dimostrò che esso veniva attraversato dal Nilo; tuttavia si fece una idea sbagliata delle dimensioni del lago, che riteneva essere molto più grande di quanto in realtà non fosse. Iniziò poi il viaggio di ritorno, raggiungendo Khartoum nel maggio del 1865.
Nell'ottobre seguente tornò in Inghilterra con sua moglie, che lo aveva accompagnato in tutto il viaggio. Come riconoscimento per aver risolto in modo definitivo il problema della sorgente del Nilo, la Royal Geographical Society (Società Geografica Reale) lo premiò con la medaglia d'oro.  Nell'agosto del 1866 fu nominato Cavaliere. Nello stesso anno pubblicò Il lago Alberto, Il grande bacino del Nilo e Esplorazioni della sorgente del Nilo, e nel 1867 Gli affluenti abissini del Nilo, entrambi i libri ebbero numerose edizioni. Nel 1869 assistette l'allora Principe di Galles, il futuro Re Edoardo VII, in un viaggio in Egitto.

## La spedizione militare in Africa centrale
Nello stesso anno, per richiesta del viceré d'Egitto Ismail Pasha, Baker prese il comando di una spedizione militare nella regione equatoriale del Nilo, con l'obbiettivo di sopprimere il commercio degli schiavi che vi aveva luogo e aprire una via al commercio e alla civilizzazione. Prima di partire dal Cairo con un esercito di 1700 egiziani, gli fu dato il rango di pascià e general maggiore dell'esercito ottomano. La moglie Florence lo accompagnò anche in questa spedizione. Il viceré lo nominò governatore-generale del nuovo territorio di Equatoria per quattro anni con un salario di 10.000 £ l'anno; e fu solo allo scadere del quarto anno che fece ritorna al Cairo, lasciando che il lavoro iniziato da lui venisse portato a termine dal nuovo governatore, il Colonnello Charles George Gordon.
Dovette lottare contro innumerevoli difficoltà, come l'ostruzione del fiume nel Sudd, l'ostilità degli ufficiali interessati al commercio degli schiavi e l'opposizione armata dei nativi, ma alla fine riuscì a impiantare nel nuovo territorio le fondamenta sulle quali altri avrebbero poi costruito una amministrazione.

## Ultimi anni
Ritornò in Inghilterra con sua moglie nel 1874, e nell'anno seguente comprò la proprietà di Sandford Orleigh nel sud di Devon, dove visse per il resto della sua vita.  Pubblicò il libro della sua spedizione nell'Africa centrale con il titolo di Ismailia (1874). Cipro come l'ho vista, del 1879, fu il resoconto di un viaggio sull'isola di Cipro. Trascorse molti inverni in Egitto, e visitò l'India, le Montagne Rocciose e il Giappone, pubblicando nel 1890 Wild Beasts and their Ways. Mantenne una copiosa corrispondenza con uomini con le opinioni più disparate su tutto ciò che riguardava l'Egitto, opponendosi fortemente all'abbandono del Sudan e successivamente appoggiando la sua riconquista. Negli ultimi anni fu molto interessato alle questioni di difesa marittima e di strategia militare. Morì a Sandford Orleigh nel 1893.